# Tunisair Express
Tunisair Express (фр. Société des Lignes Intérieures et Internationales, араб. الخطوط التونسية السريعة‎) — это бюджетная авиакомпания, базирующаяся в аэропорте Туниса. Ранее известна как Tuninter и Sevenair. Её материнской компанией является национальный авиаперевозчик Tunisair. Он обслуживает пункты назначения в Тунисе, а также выполняет некоторые рейсы в Италию, Францию и Мальту.

## История
С момента своего основания в 1990—2000 годах авиакомпания Tunisair Express была известна на французском языке как Tuninter и носила арабское название «Внутренняя авиакомпания» (الخطوط الداخلية). Первоначально ограничиваясь внутренними маршрутами (это все ещё единственная авиакомпания, выполняющая внутренние рейсы в Тунисе), Tuninter, как её тогда называли, получила разрешение на начало международных полетов в 2000 году. 7 июля 2007 года (7/7/7) авиакомпания был переименован в SevenAir (Compagnie Aérienne Sevenair Tunisie, طيران السابع). SevenAir принадлежала родственнице жены бывшего президента Зина эль-Абидина Бен Али и была переименована в TunisAir Express после отбытия Бен Али из Туниса 14 января 2011 года. За период с 1992 года компания Tunisair Express перевезла в общей сложности шесть миллионов пассажиров.

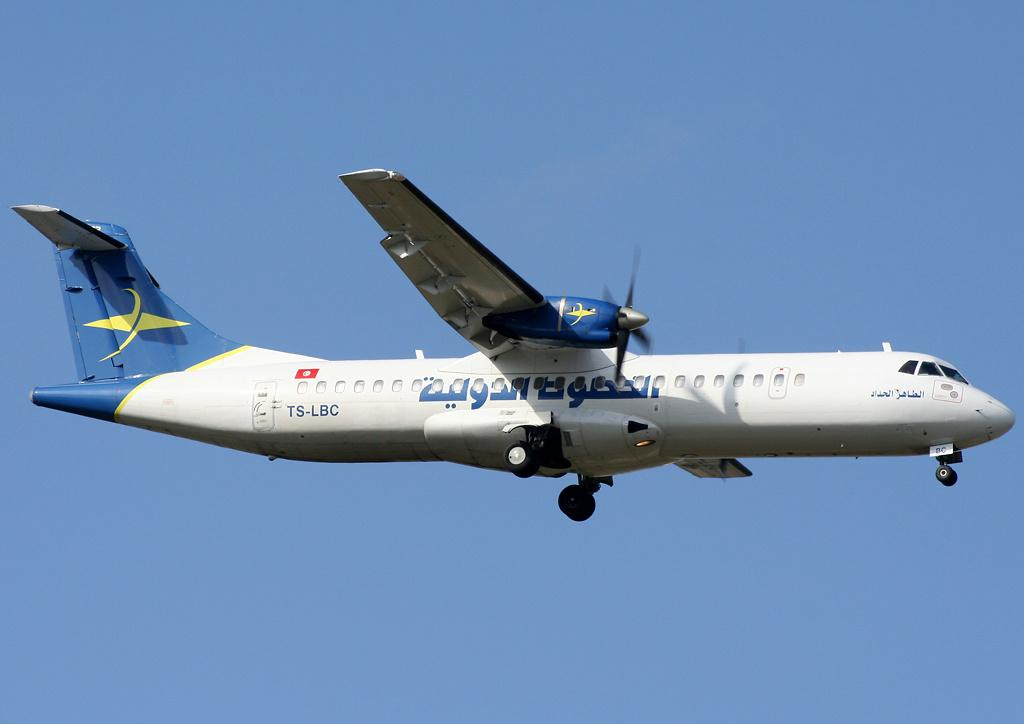
Бывший Tuninter ATR-72, теперь эксплуатируемый Tunisair Express

В декабре 2015 года было объявлено, что Tunisair Express будет объединен с Tunisair в обозримом будущем для повышения прибыльности.

## Воздушный флот
По состоянию на июнь 2021 года, воздушный флот авиакомпании состоит из 4 ATR 72. Ожидается поступление ещё одного ATR 72 и одного Bombardier CRJ-900.

## Происшествия

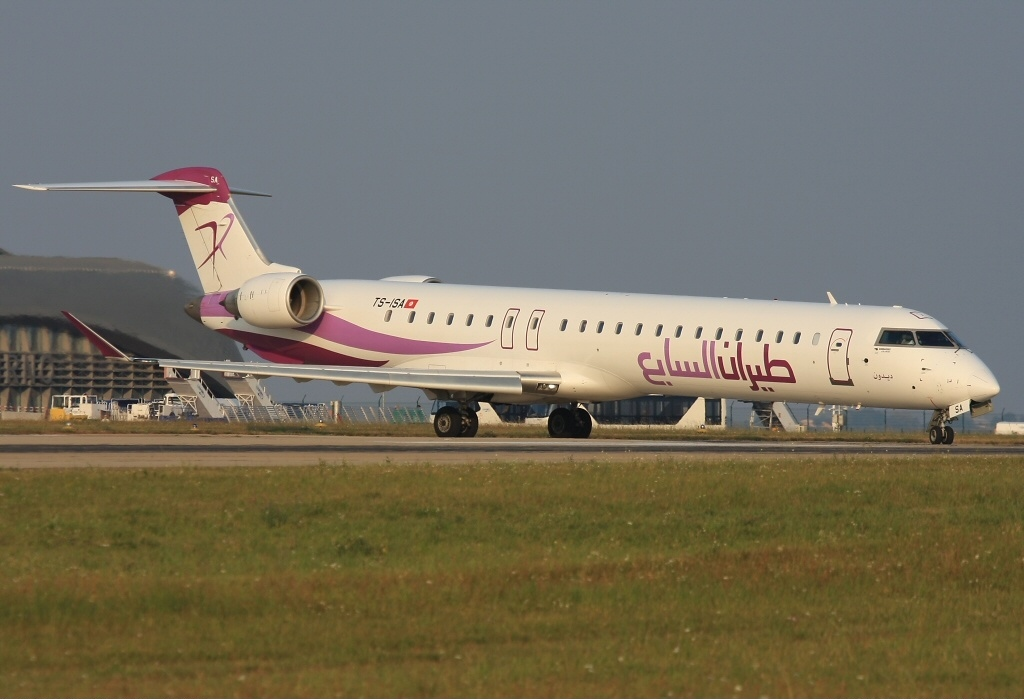
Бывший самолёт компании Sevenair Bombardier CRJ-900, теперь эксплуатируемый Tunisair Express.

6 августа 2005 года авиалайнер ATR 72-202 после выработки авиатоплива совершил вынужденную посадку на воду в Средиземном море недалеко от Палермо (Италия). Погибли 16 человек, 23 выжили.